# Peperomia longespicata
Peperomia longespicata är en pepparväxtart som beskrevs av C. Dc.. Peperomia longespicata ingår i släktet peperomior, och familjen pepparväxter. Inga underarter finns listade i Catalogue of Life.